# Auto moto savez u Bosni i Hercegovini
Auto moto savez u Bosni i Hercegovini (AMSuBiH), auto-moto udruženje u Bosni i Hercegovini.

## Povijest
Zasluge za pokretanje pripadaju Hrvatima u Bosni i Hercegovini. Godine 1992. uz rujnu osnovan je Automobil klub „Herceg-Bosna“. Članovi su bili 12 auto moto klubova s područja Herceg-Bosne, do rata u sastavu Auto-moto saveza Bosne i Hercegovine. Godine 1997. registriran je kao federalna udruga građana kod Federalnog ministarstva pravde. Područje djelovanja je Bosna i Hercegovina. Godine 2001. godine promijenio je ime u Savez hrvatskih auto-moto klubova u Bosni i Hercegovini - HAKBIH. Nova registracija bila je 2005. Time je registriran na državnoj razini kod Ministarstva pravde Bosne i Hercegovine, pri čemu je promijenio ime u Asocijacija auto-moto klubova u Bosni i Hercegovini - AAMKBIH. Nova promjena imena bila je 2014., kad je promijenila ime u Auto moto savez u Bosni i Hercegovini - AMSuBiH.

## Struktura
Čine ga članovi i udruženi auto-moto klubovi. Učlanjivanje je izravno ili preko udruženih auto-moto klubova. Tijela saveza su skupština, upravni odbor, nadzorni odbor i sud časti. Skupštinom i upravnim odborom predsjeda predsjednik Saveza. Uz predsjednika je i dopredsjednik.

## Aktivnosti
Savez poduzima članske aktivnosti, službu pomoći na cesti, izdaje međunarodne vozačke isprave za putovanje u inozemstvo (međunarodna vozačka dozvola,  dozvola za upravljanje tuđim vozilom u inozemstvu), prometno-preventivne i edukacijske aktivnosti (radi sigurnosti u prometu i dr.), športske i turističke aktivnosti. U športske aktivnosti spada organiziranje športskih natjecanja kao što su auto slalom, brdske i brzinske auto i motociklističke utrke, enduro, motokros, utrke terenskih vozila, utrke kartinga, moto susreti) i dr., zatim osposobljavanje mladeži za vozače kartinga, osposobljavanje sudaca športskih natjecanja i ostalo. Prometno-preventivne i edukacijeske aktivnosti sprovodi putem putem auto-moto klubova, u suradnji s osnovnim školama, stanicama za tehnički pregled motornih vozila,  Centrom za vozila, Ministarstvima unutarnjih poslova županija i Ministarstvima prosvjete, znanosti, kulture i športa. AMSuBiH djeluje u šest županija u kojima ima svoje udružene auto-moto klubove: Hercegovačko-neretvanska, Zapadno-hercegovačka, Hercegbosanska, Posavska, Srednje-bosanska i u dijelu Zeničko-dobojske županije (područje Usore i Žepča).

## Vanjske poveznice
- AMSuBiH